# Befimmo-Sicafi

Befimmo-Sicafi é uma empresa imobilíaria Belga fundada em 1995 e que desenvolve e administra diversos tipos de escritórios empresariais, em Setembro de 2009 a empresa anunciou que tinha ativos totais de 1,9 bilhões de euros, onde 70% desses ativos estavam na cidade de Bruxelas na Bélgica.
Em Dezembro de 2013 os ativos totais administrados pela empresa eram de 1,165 bilhões de euros.